# Casa Senyorial de Jasmuiža
La Casa Senyorial de Jasmuiža (en letó: Felicianovas muižas pils) es troba a la regió històrica de Latgàlia, al municipi de Preiļi de l'est de Letònia. Allotja el museu commemoratiu Rainis Jasmuiža.

## Història
La construcció de la casa senyorial de fusta va començar el 1883 i es va acabar el 1891. L'edifici allotja un museu obert a partir del 16 d'agost de 1964, dedicat a l'escriptor i polític letó Rainis, pseudònim de Jānis Pliekšāns.